# James Hamilton (1858–1933)

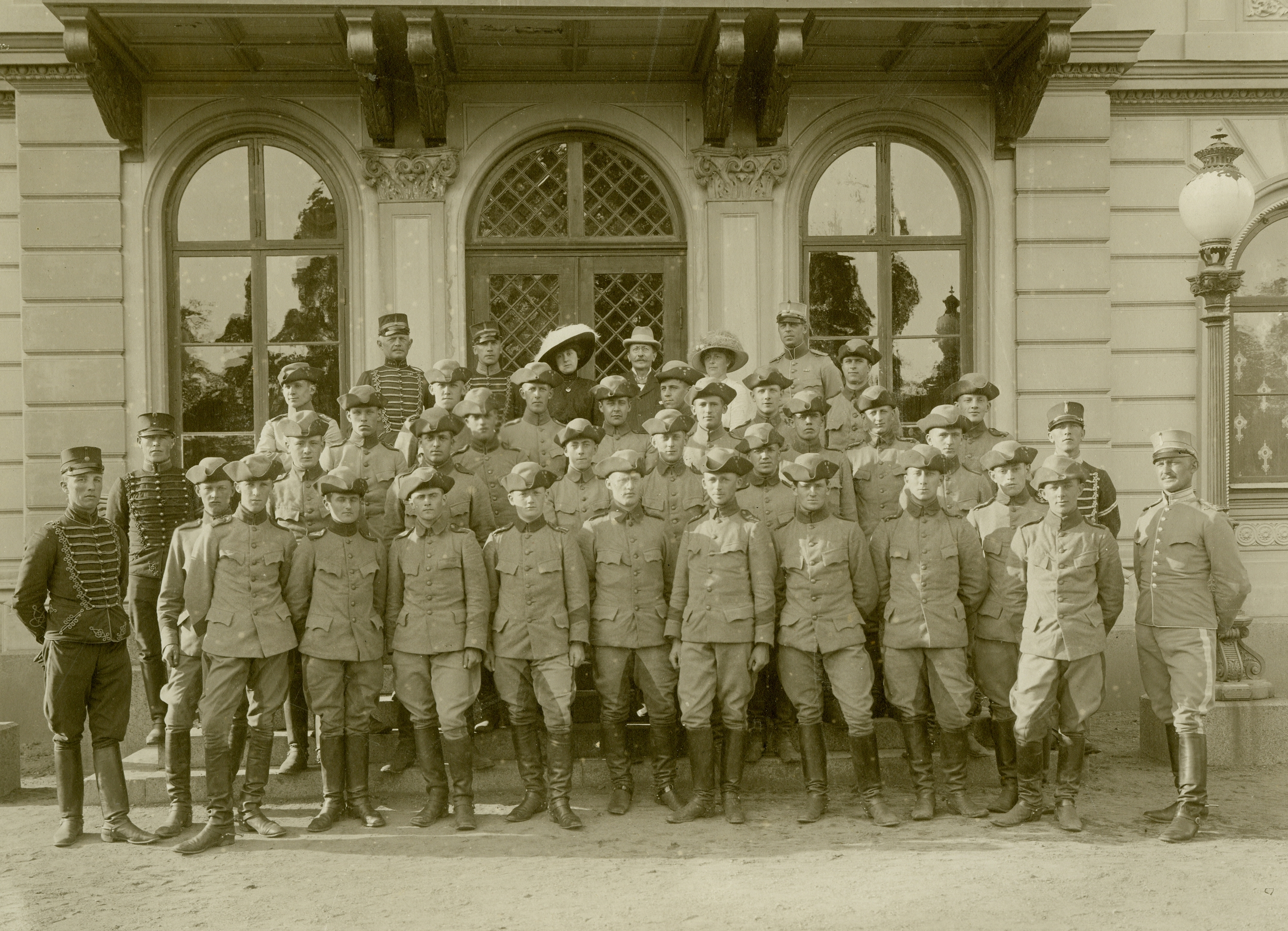
James Hamilton med besökare från Smålands husarregementes kavalleriskola på Lyckås herrgård, 1913

Jacob Stephan Fitz James Hamilton, född 1858 i Stockholm, död 1933 i Djursholm, var en svensk greve och godsägare.
James Hamilton  var son till Jakob Hamilton och Stephanie Frederika Giesecke (1819-1894) samt bror till Stephanie Hamilton (född 1852). Han ärvde Lyckås herrgård norr om Huskvarna och var tillsammans med bruksdisponenten Wilhelm Tham på Husqvarna Vapenfabrik en viktig initiativtagare till grundandet av Jönköping–Gripenbergs Järnvägsaktiebolag 1892. Han var bolagets verkställande direktör 1893–1897 och 1901–1916.
Han var 1888–1897 gift med Rebecka Theodora Groms (1868–1942). Paret hade barnen Blanche (1890–1915) och Douglas Hamilton.